# Qedousha (prière)
La qedousha (hébreu : קדושה « sanctification ») est un passage de la liturgie juive. Basé sur Isaïe 6:3 et Ezéchiel 3:12, il décrit la sanctification de Dieu par un chœur d’anges auquel se joint l’assemblée des fidèles. Il en existe plusieurs déclinaisons selon qu’il accompagne la répétition de l’officiant, la lecture du shema Israël ou l’étude qui conclut l’office, et chaque rite en possède sa propre version. 
La sanctification de Dieu au cours de la liturgie est une coutume établie à l’époque de la Mishna (Tossefta Berakhot 1:11), et l’on en attribue l’instauration aux gens de la Grande Assemblée.